# Pierre-Luc Périchon
Pierre-Luc Périchon (ur. 4 stycznia 1987 w Bourg-en-Bresse) – francuski kolarz szosowy i torowy.
Périchon jest wielokrotnym medalistą mistrzostw Francji w kolarstwie torowym.

## Osiągnięcia

### Kolarstwo szosowe
Opracowano na podstawie:

2011
- 2. miejsce w Tour du Loir-et-Cher
  - 1. miejsce na 2. etapie

2012
- 1. miejsce w Paryż-Camembert

2013
- 1. miejsce na 7. etapie Tour de Bretagne

2014
- 3. miejsce w Tour du Doubs

2015
- 3. miejsce w Boucles de la Mayenne

2016
- 1. miejsce na 3. etapie Tour de Savoie Mont-Blanc

2017
- 1. miejsce w klasyfikacji górskiej Tour de Savoie Mont-Blanc
  - 1. miejsce na 5. etapie
- 1. miejsce w Duo Normand

2018
- 1. miejsce w La Poly Normande

2019
- 2. miejsce w Paryż-Camembert

2021
- 2. miejsce w Paryż-Camembert
- 3. miejsce w Tour du Limousin

## Rankingi

### Kolarstwo szosowe
| Rok             | 2009 | 2010 | 2011 | 2012 | 2013 | 2014 | 2015 | 2016 | 2017 | 2018 | 2019 | 2020 | 2021 | 2022  | 2023 |
| --------------- | ---- | ---- | ---- | ---- | ---- | ---- | ---- | ---- | ---- | ---- | ---- | ---- | ---- | ----- | ---- |
| World Ranking   |      |      |      |      |      |      |      | 907. | 348. | 281. | 585. | -    | 210. | 2141. | 685. |
| UCI Europe Tour | 878. | 529. | 419. | 153. | 504. | 170. | 299. | 586. | 196. | 152. | 442. | -    | 181. | 1346. | -    |
| UCI Asia Tour   | -    | -    | -    | -    | -    | -    | 119. | -    | -    | 564. |      |      |      |       |      |
|                 |      |      |      |      |      |      |      |      |      |      |      |      |      |       |      |
| Źródło: UCI     |      |      |      |      |      |      |      |      |      |      |      |      |      |       |      |